# Хопланд (Пенсилванија)
Хопланд (енгл. Hopeland) насељено је место без административног статуса у америчкој савезној држави Пенсилванија.

## Демографија
По попису из 2010. године број становника је 738.
| Група             | 2000.    | 2010.       |
| Белци             | 0 (0,0%) | 698 (94,6%) |
| Афроамериканци    | 0 (0,0%) | 7 (0,9%)    |
| Азијати           | 0 (0,0%) | 10 (1,4%)   |
| Хиспаноамериканци | 0 (0,0%) | 13 (1,8%)   |
| Укупно            | 0        | 738         |